# رودزیای شمالی
رودزیای شمالی (به لاتین: Northern Rhodesia) منطقه تحت‌الحمایه بریتانیا در جنوب آفریقا که هم‌اکنون کشور زامبیا است.